# Doko (Ngasem)
Doko is een bestuurslaag in het regentschap Kediri van de provincie Oost-Java, Indonesië. Doko telt 6514 inwoners (volkstelling 2010).